# Herten
Herten es una ciudad que se encuentra en el distrito de Recklinghausen de la región de Münster en el estado de Renania del Norte-Westfalia, en Alemania. Forma parte de la conurbación de la Región del Ruhr.

## Geografía
Tiene una superficie de 37,31 km² y la máxima distancia entre norte y sur que abarca son 9,5 km y entre este y oeste de 6,5 km. El punto más alto se encuentra en Scherlebeck con una altitud de 110 m.
Herten sse compone de nueve pedanías:
| - Mitte - Süd-West - Süd-Ost | - Disteln - Paschenberg - Langenbochum | - Scherlebeck - Westerholt - Bertlich |

## Historia
Herten fue la sede de una subdivisión del Arzobispado de Colonia llamada Vest Recklinghausen. En 1871 tenía 870 habitantes. Después del descubrimiento de yacimentos de carbón en 1872 Herten se convirtió de un pueblo campesino en una ciudad minera. En 1936 obtuvo el título oficial y los privilegios de una ciudad. En 1939 el número de habitantes se elevó a 32 697. Afortunadamente Herten no sufrió graves estragos por bombardeos durante la Segunda Guerra Mundial. Un 16% de la ciudad fue destruido lo que significa un porcentaje relativamente bajo en comparación con las demás ciudades de la región. En 1975 fueron incorporados los pueblos Westerholt y Bertlich en la ciudad y el número de habitantes aumentó a 70 676, el número más elevado en la historia de la Herten. Debido a la crisis de la minería el número de habitantes ha decrecido algo a partir de los años 90 del siglo pasado. La última mina de carbón fue cerrada en 2008.

## Atracciones turísticas
El edificio más conocido de Herten es el castillo Wasserschloss Herten que se halla en un parque (30 ha) en una isla artificial. Fue fundado en 1376 y recibió su aspecto actual en los siglos XVII y XVIII, y la capilla fue construida en 1560 en el estilo renacentista. Originalmente la capilla se ubicaba al lado del Castillo Grimberg en la ciudad vecina Gelsenkirchen. La capilla fue desmantelada en 1908 y reconstruida auténticamente en el parque del castillo de Herten.  Así sobrevivió la Segunda Guerra Mundial mientras que el Castillo Grimberg, donde se había ubicado antes, fue destruido por bombas. La capilla fue renovada a partir de 1974 y reinaugurada en 1980.
En el parque del castillo de Herten hay varios edificios de interés más. El pabellón Tabakhaus (Casa del Tabaco) p.ej. fue construido a mediados del siglo XVII. La orangerie es un antiguo invernadero construido en 1725 en un estilo renacentista italiano.
El centro cultural Glashaus Herten (Casa de Vidrio) fue inaugurado en 1994. Abriga la biblioteca municipal y sirve de centro de exposiciones y de congresos. Otro centro cultural es la anterior mina de carbón Zeche Ewald, fundada en 1872 y cerrada en 2001. En las calles comerciales en el centro de Herten se puede visitar algunas obras de arte, como p. ej. la obra Schweineherde, un grupo de diez cerdos de bronce creados por el escultor Peter Lehmann en 1990. Se ubica en la plaza Otto-Wels-Platz.
El barrio Westerholt, encorporado en Herten en 1975, se ubica en el noroeste de la ciudad. Cuenta con un centro histórico con muchas casas antiguas con entramado de madera y con el castillo Schloss Westerholt fundado en 1359 que recibió su aspecto actual en 1833. La capilla Schlosskapelle St. Martinus es el resto de una iglesia fundada en 1310 que fue derribada en 1907. La torre, sin embargo, está bien conservada.

## Transporte
La línea ferroviaria de Bottrop a Recklinghausen con la estación de Herten fue cerrada en 1983 por baja rentabilidad. Algunos años después fue inaugurada la línea núm. 9 de la red del S-Bahn Rin-Ruhr que sigue pasando por Herten sin detenerse. En agosto de 2021 empezó la construcción de la nueva estación Herten en el centro de la ciudad. Dicha estación que ofrece enlaces directos con las ciudades de Recklinghausen, Bottop, Essen y Wuppertal por la línea núm. 9 de la red del S-Bahn Rin-Ruhr fue inaugurada el 11 de diciembre de 2022. Otra estación más será inaugurada en el barrio Westerholt en 2024. 
En cuanto a los servicios de autopistas, la ciudad está conectada a la A 2 (de Berlín a la Cuenca del Ruhr) por la salida "Herten".

## Ciudades hermanadas
- Alemania, Schneeberg
- Francia, Arras
- Polonia, Szczytno
- Reino Unido, Doncaster

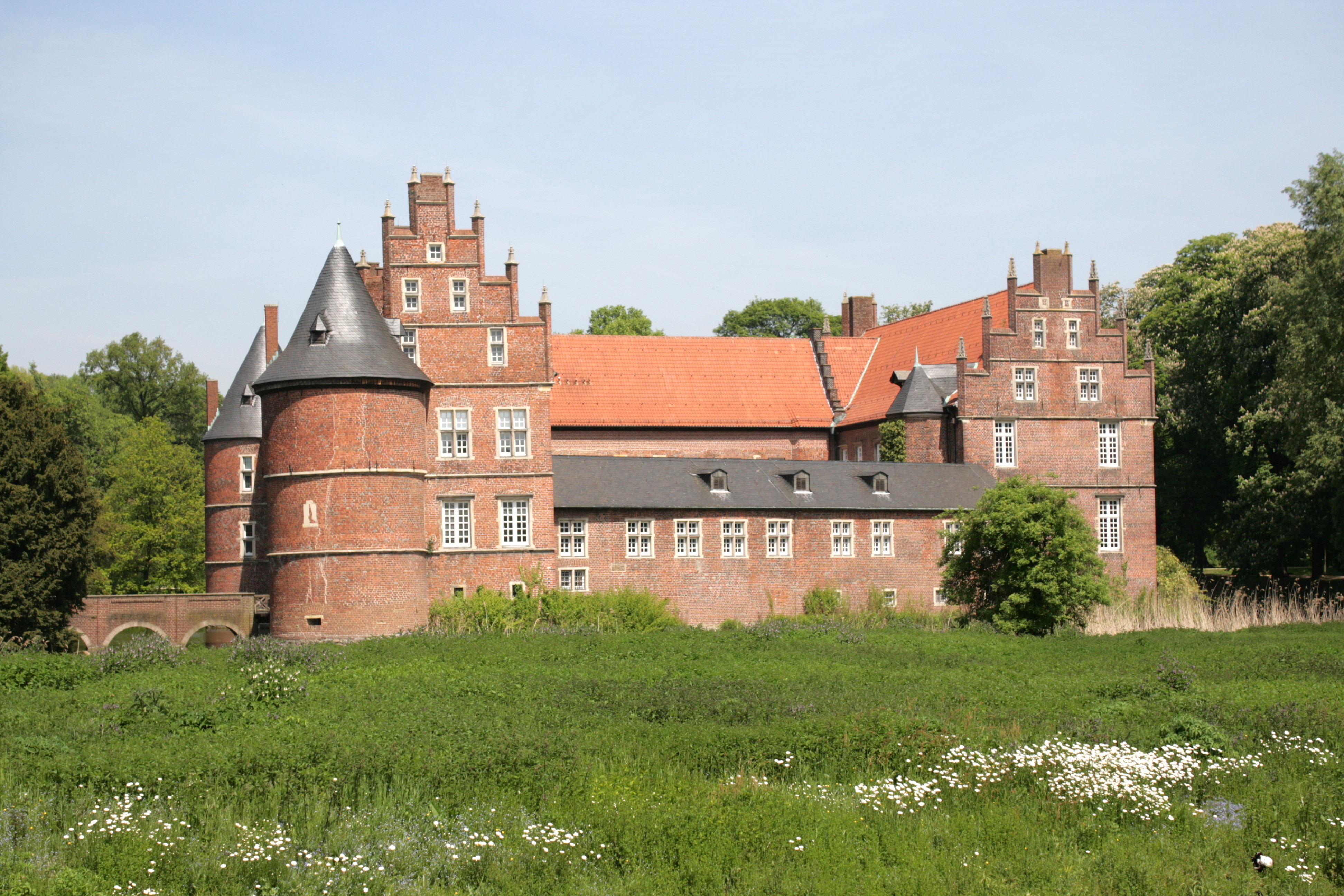
Castillo Wasserschloss Herten
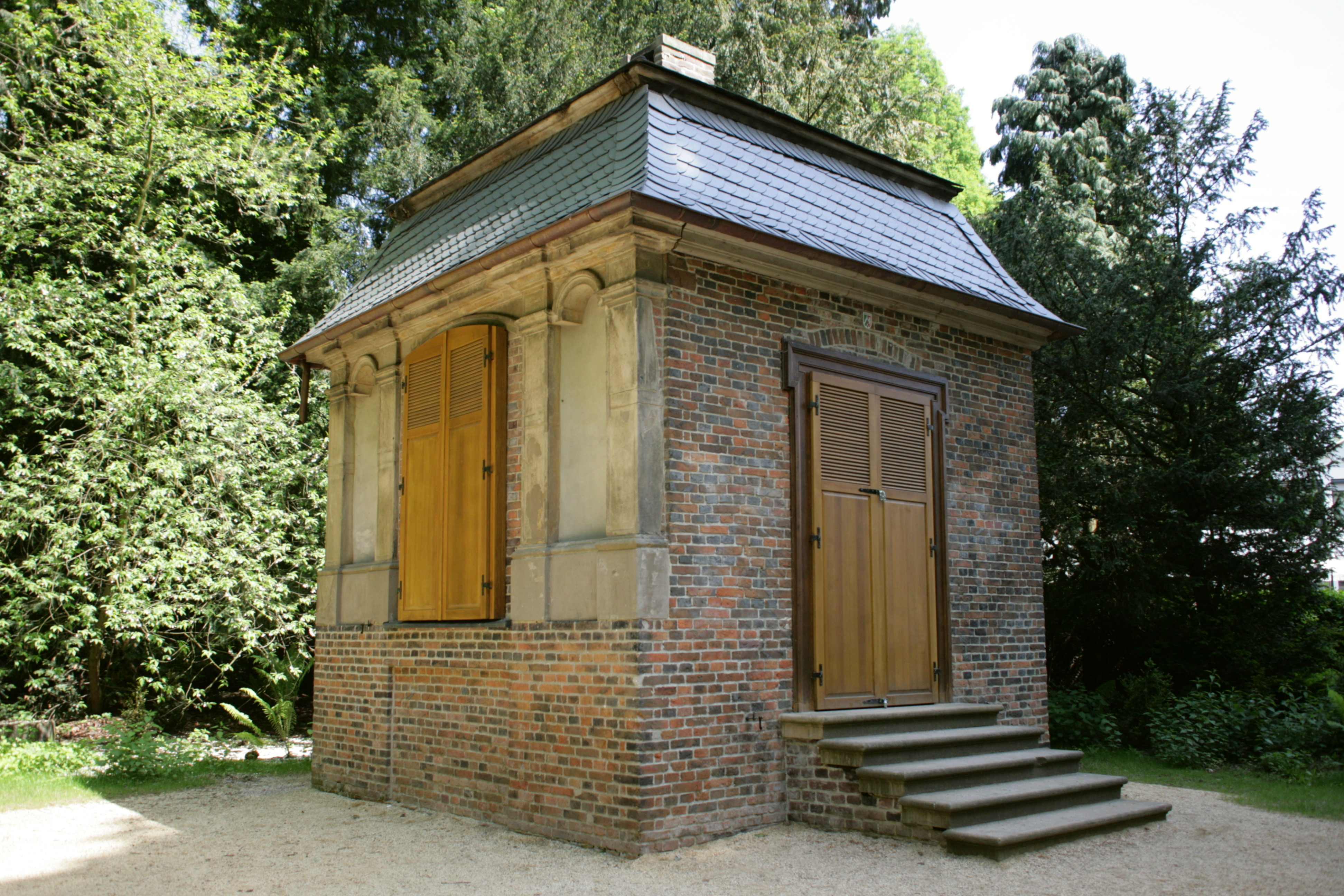
Pabellón Tabakhaus
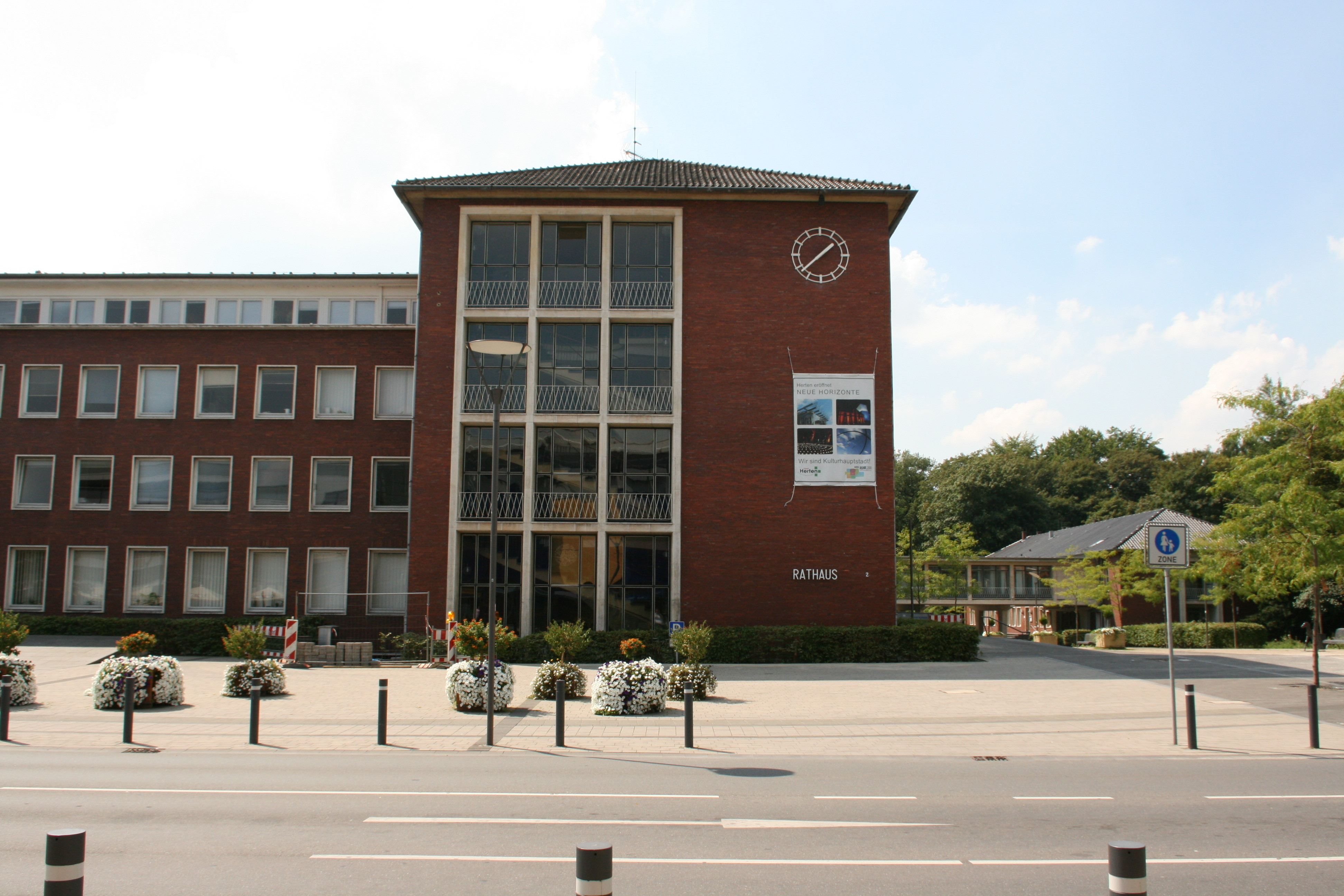
Ayuntamiento
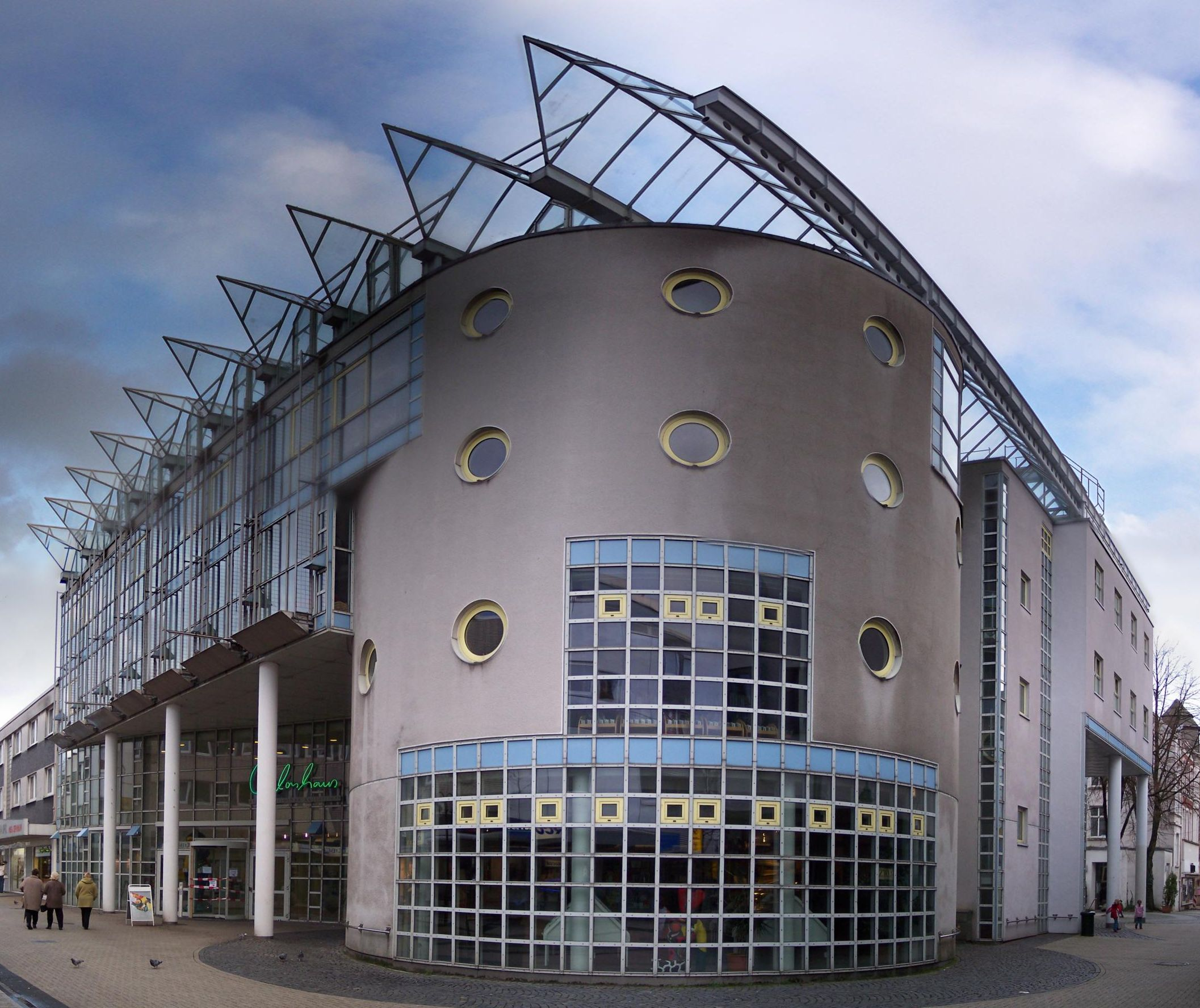
Centro cultural Glashaus Herten
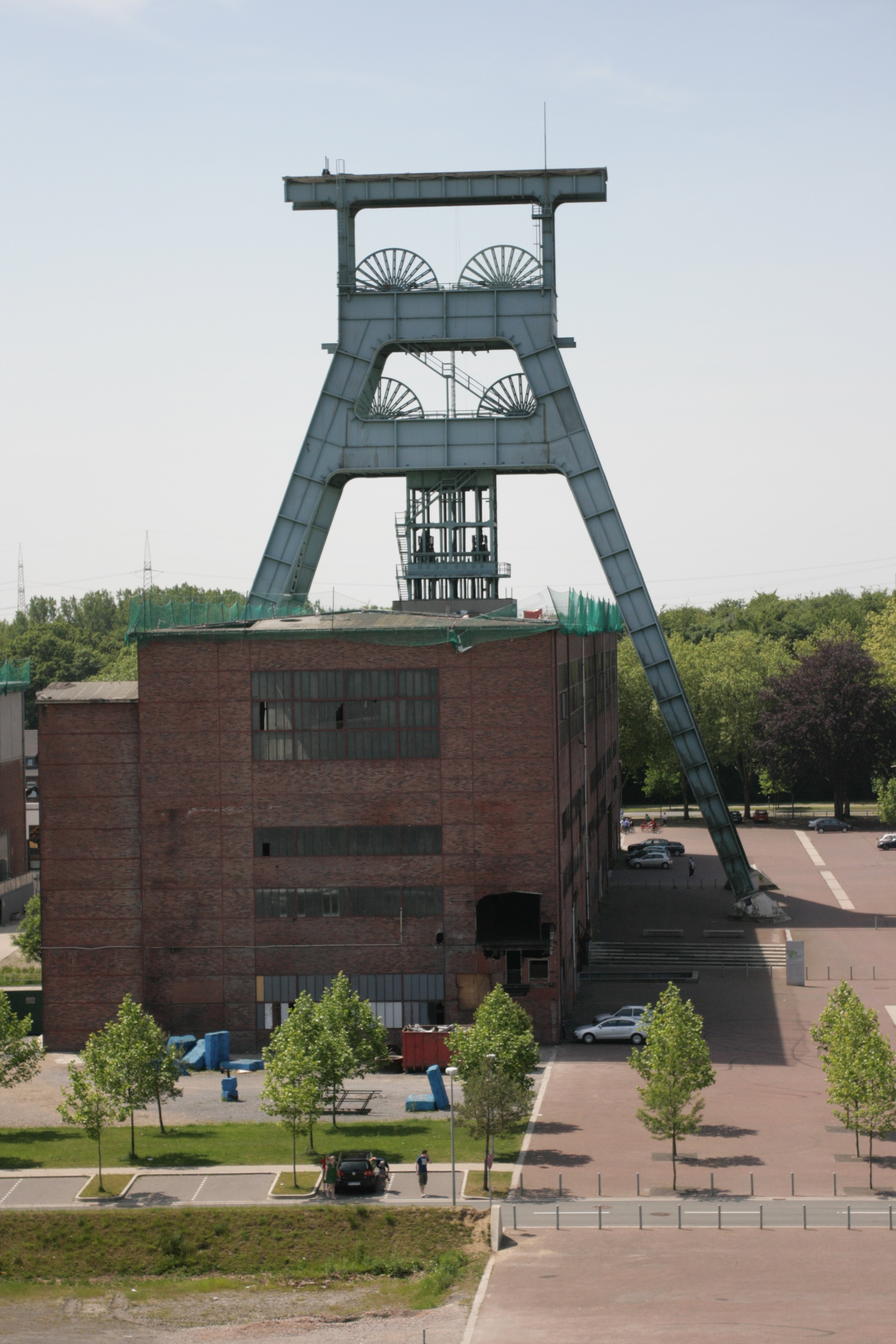
La anterior mina Zeche Ewald
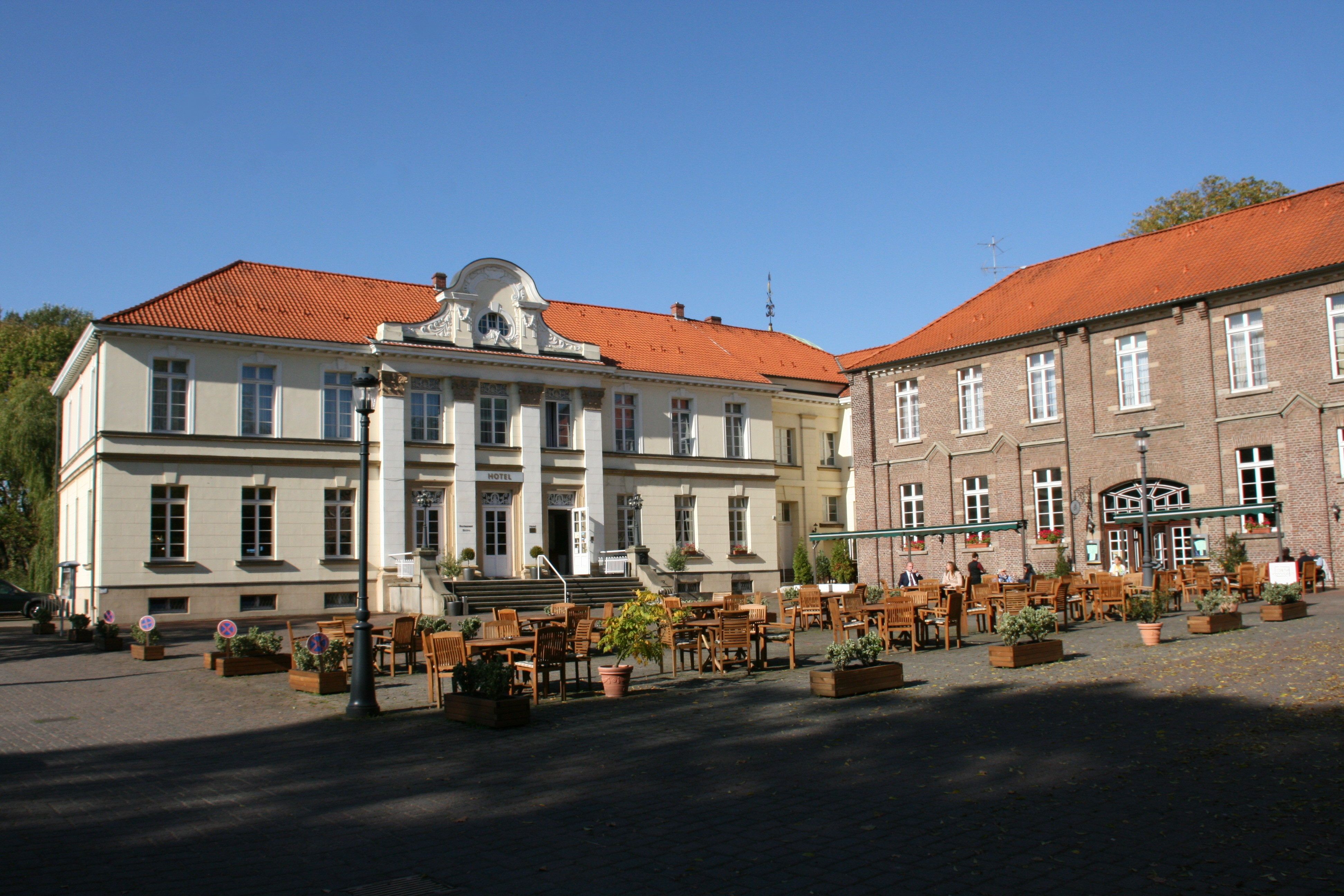
Castillo Schloss Westerholt
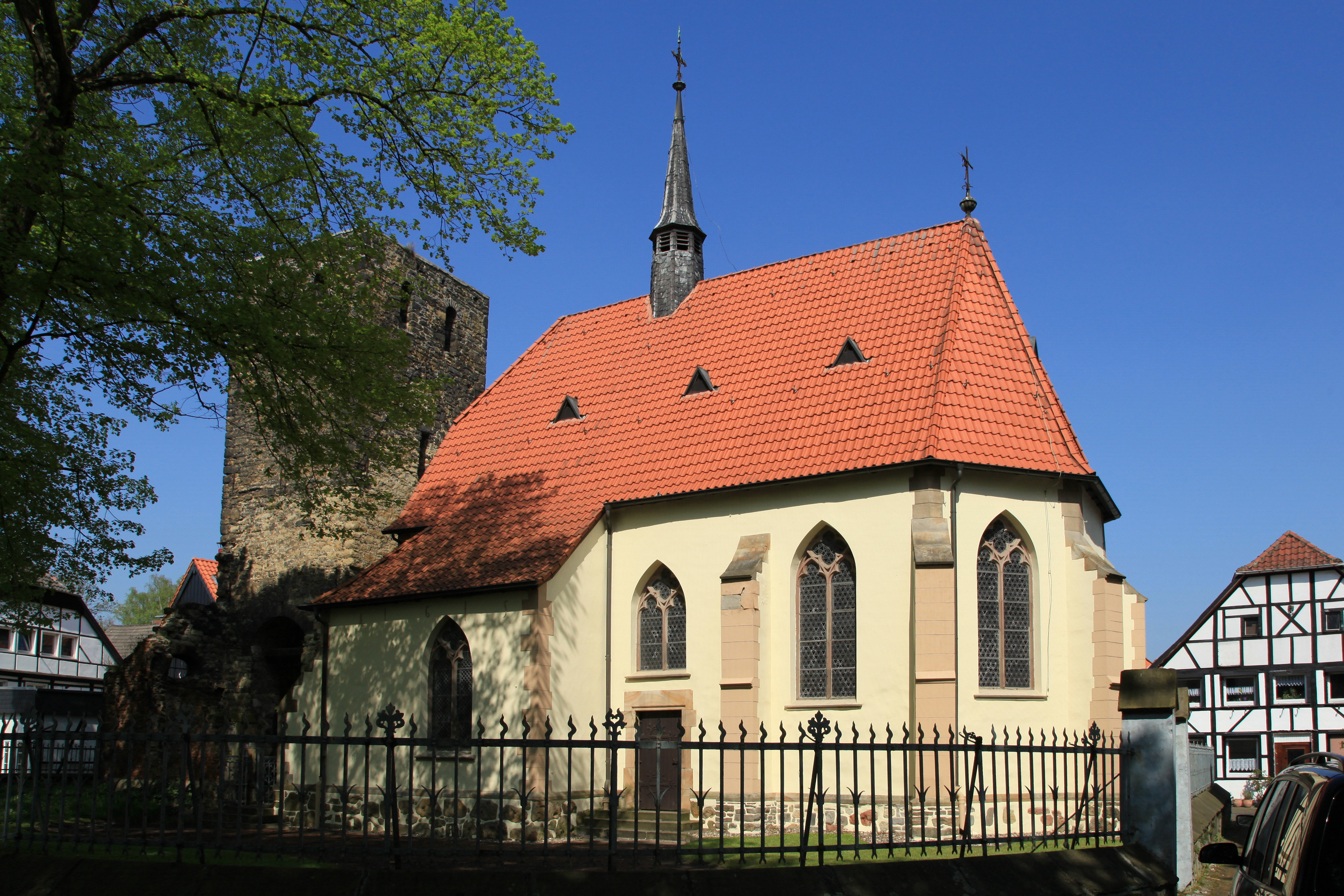
Capilla Schlosskapelle St. Martinus
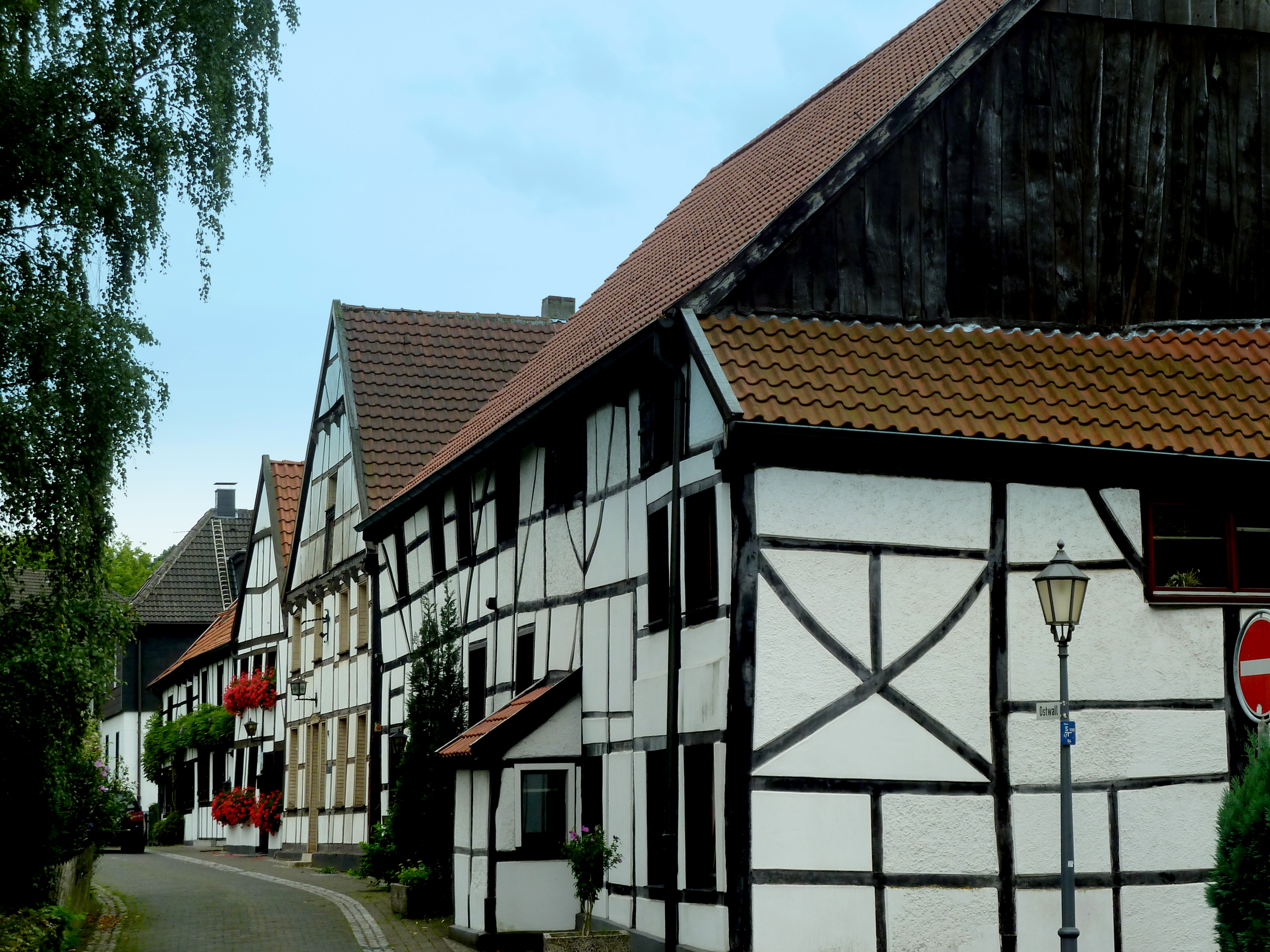
En el barrio Westerholt
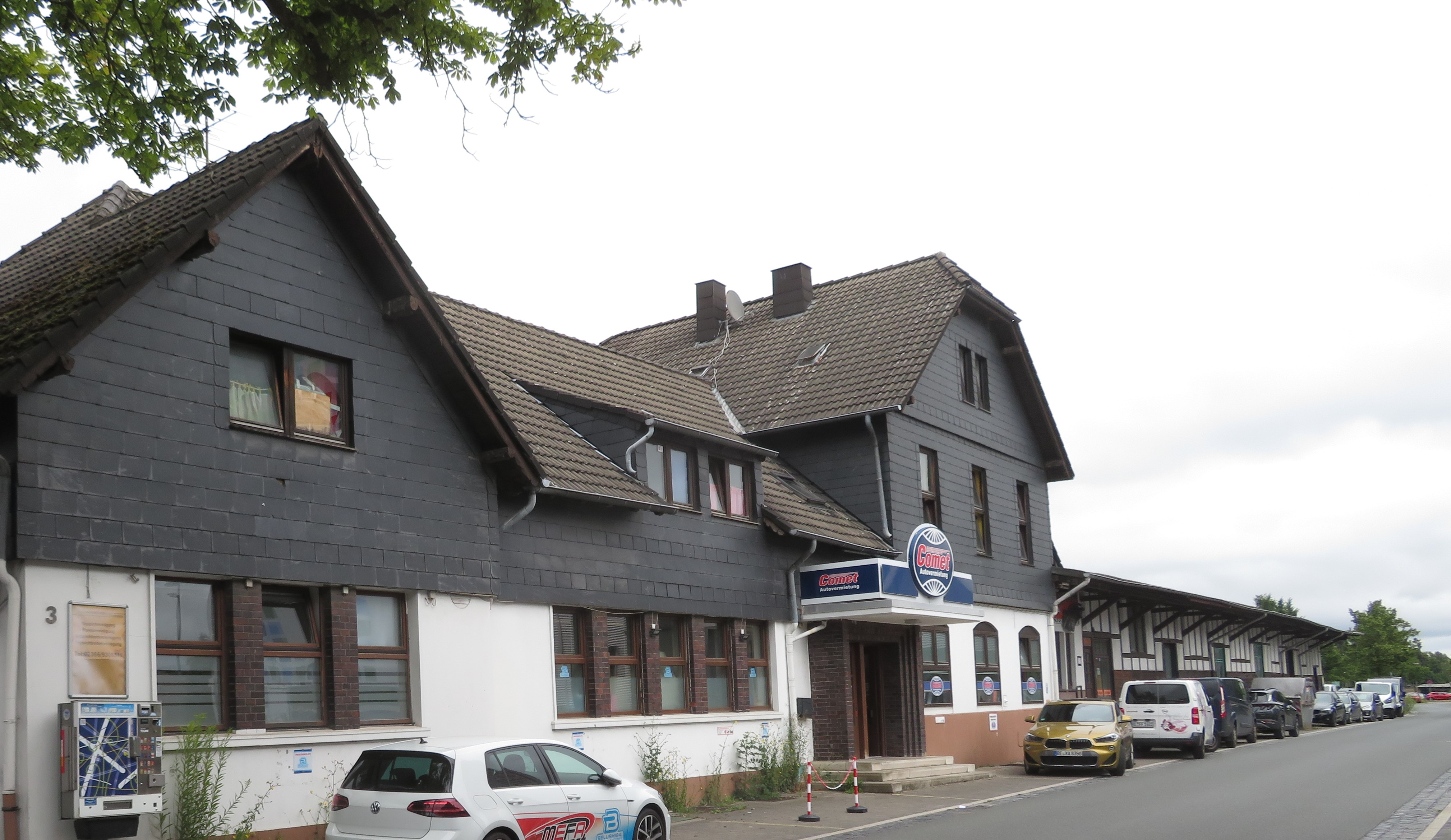
Anterior estación ferroviaria
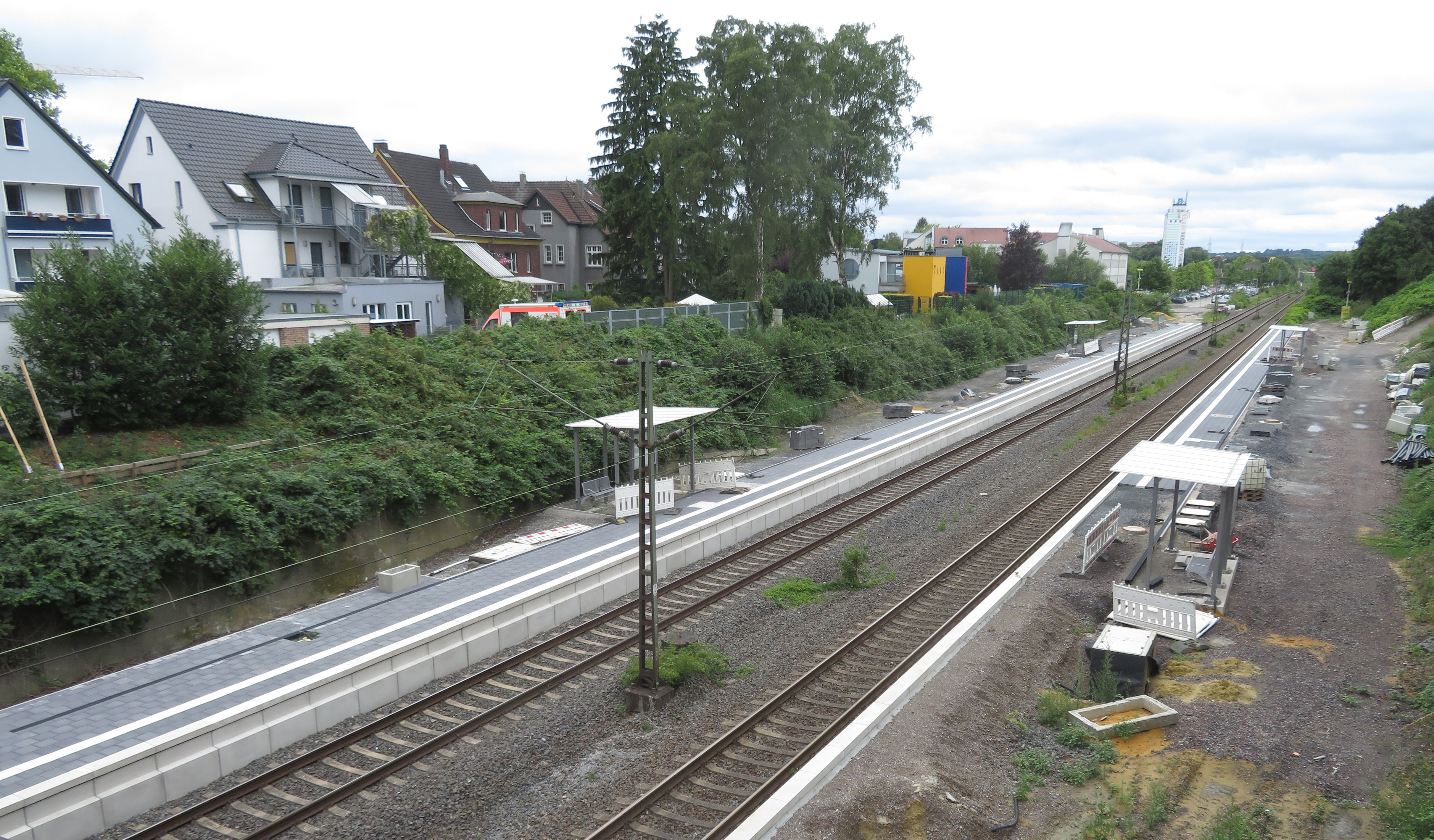
Nueva estación en julio 2022
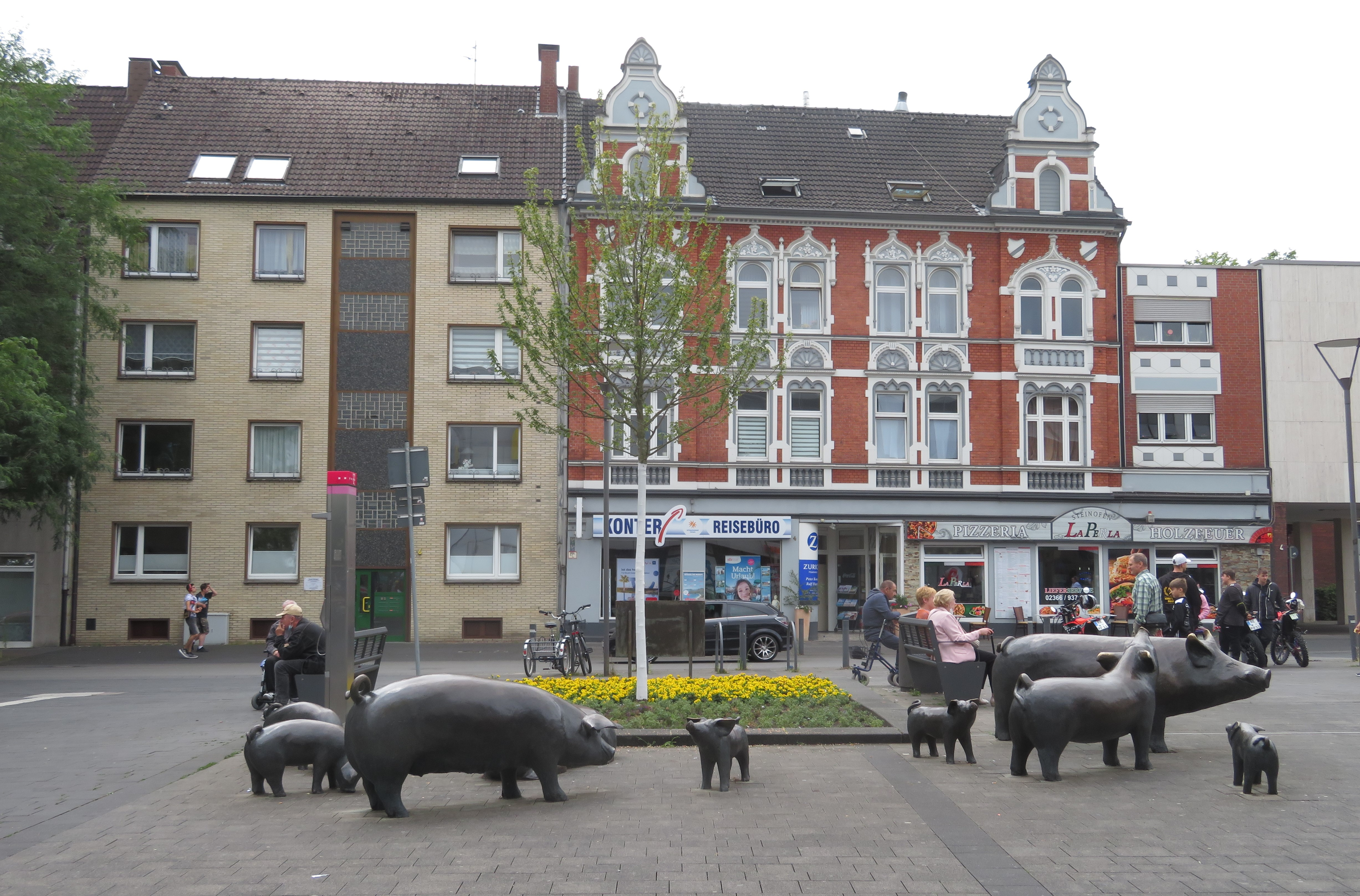
Cerdos de bronce en la plaza Otto-Wels-Platz